# Гигантска костенурка
Гигантската костенурка (Aldabrachelys gigantea е вид влечуго от семейство Сухоземни костенурки (Testudinidae). Видът е световно застрашен, със статут Уязвим.